# Jimi Hendrix
James Marshall "Jimi" Hendrix, all'anagrafe Johnny Allen Hendrix (Seattle, 27 novembre 1942 – Londra, 18 settembre 1970), è stato un chitarrista e cantautore statunitense.
È stato uno dei principali innovatori nell'uso della chitarra elettrica nella musica rock: durante la sua breve carriera è stato un precursore per le future evoluzioni della musica rock attraverso un'inedita fusione di blues, rhythm and blues, soul, hard rock, psichedelia, e verso l'ultimo periodo, anche di jazz.
Secondo la classifica stilata nel 2011 dalla rivista Rolling Stone, è stato il più grande chitarrista nella storia della musica rock, ed è al primo posto della lista dei 100 migliori chitarristi secondo la Rolling Stone, precedendo grandi chitarristi come Eric Clapton, Jimmy Page, Eddie Van Halen, Carlos Santana o Mark Knopfler (ad esempio).
Due sue esibizioni, in particolare, sono entrate nell'immaginario collettivo: il suo esordio al festival di Monterey del 1967, in cui concluse la performance dando fuoco sul palco alla sua chitarra, e la chiusura del festival di Woodstock del 1969, durante la quale diede una originale reinterpretazione dell'inno nazionale statunitense, The Star-Spangled Banner.
È stato introdotto nella Rock and Roll Hall of Fame nel 1992.

## Biografia

### L'infanzia, l'adolescenza e gli inizi musicali
Nacque come Johnny Allen Hendrix al King County Hospital di Seattle, nello Stato di Washington, USA, figlio del ventitreenne James Allen ("Al") Hendrix (1919-2002) (di origini afro-native e, da parte di madre, di origini cherokee) e di Lucille Jeter (1925-1958), una ragazza diciassettenne afroamericana.

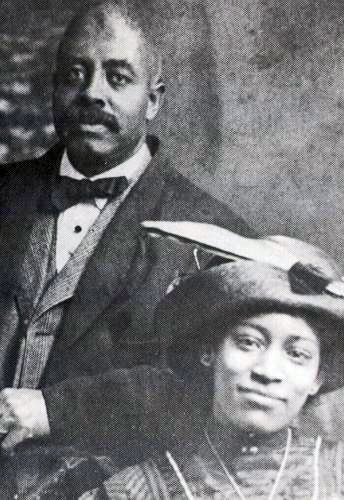
I nonni paterni di Jimi, Ross (1866-1934) e Zenora Hendrix (1883-1984), qui ritratti nel 1912 circa

Il padre poi cambiò il nome del bambino in James Marshall Hendrix. Un aneddoto narra che il giovanissimo Hendrix si costruì una specie di rozzo cordofono ricavato da una scatola da sigari sopra cui tese un elastico (altra pratica tipica dei più poveri chitarristi blues agli esordi). La madre Lucille morì il 2 febbraio 1958.
Il primo strumento del giovane Hendrix fu una chitarra per destrimani regalata dal padre dopo la morte della madre, mentre lui era mancino. Imparò velocemente a suonare rovesciandola, e questa abitudine caratterizzò tutta la sua carriera artistica..
Le prime esibizioni dal vivo avvennero con alcuni complessi poco più che amatoriali di rhythm & blues di Seattle: i Velvetones furono molto probabilmente il gruppo con cui fece, verso la fine del 1959, il primo concerto della sua vita. Poco tempo dopo entrò nei Rocking Kings, la sua prima band semi-professionale con cui effettuò diverse esibizioni locali molto utili per fare esperienze.
Nell'ottobre dello stesso anno il chitarrista interruppe definitivamente il suo percorso scolastico senza conseguire il diploma.

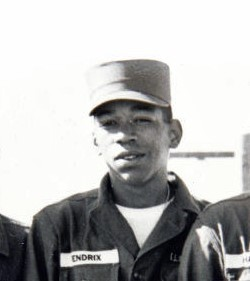
Hendrix nella 101ª Divisione Aviotrasportata nel 1961

Nel 1961 fu arrestato dalla polizia di Seattle perché trovato alla guida di un'auto rubata: dopo alcuni giorni di detenzione finì in tribunale. Si trovò quindi a dover scegliere tra un periodo di reclusione e l'arruolamento: scelta la seconda opzione venne arruolato il 31 maggio 1961 e successivamente inviato a Fort Ord (California) per compiere otto settimane di addestramento. La sua avventura nei ranghi militari durò molto poco.

### L'approccio alla scena musicale
Poco dopo il suo arrivo a Fort Campbell, Jimi conobbe il bassista Billy Cox (novembre 1961), col quale in breve (gennaio 1962) formò una band, i King Kasuals. Nel luglio dello stesso anno Jimi ottenne il congedo e si trasferirono prima a Clarksville (Tennessee), poi a Indianapolis, quindi a Nashville (ottobre 1962), dove furono scritturati dal manager del Club Del Morocco, Theodore "Uncle Teddy" Acklen.
L'attività del gruppo si svolgeva essenzialmente nei locali della zona di Jefferson Street, tradizionalmente ritenuta il cuore della comunità afroamericana di Nashville e nota per l'intensa scena rhythm and blues che in quel periodo vi si stava sviluppando. L'esperienza professionale a Nashville risultò essere alla fine un buon viatico per le prime esperienze on the road di Hendrix: il suo inserimento nella scena gli permise, nel novembre 1962, di partecipare alla sua prima sessione di studio in veste di chitarrista turnista. Si trattava di una incisione alla radio (a cui partecipò anche Cox) con l'autorevole dee-jay cittadino William "Hoss" Allen per conto della casa discografica Starday-King Records.
Nei due/tre anni che seguirono Hendrix fece vita errabonda girando per tutti gli Stati Uniti d'America, inserendosi nel giro del cosiddetto Chitlin' Circuit e divenendone presenza fissa mediante un'interminabile serie di esibizioni in gruppi di supporto per un gran numero di musicisti blues, rhythm and blues e soul come Chuck Jackson, Slim Harpo, Tommy Tucker, Solomon Burke, le Supremes oltre a Sam Cooke e Jackie Wilson. A questo punto Hendrix decise di trasferirsi a New York. Poco prima di partire per New York, verso Natale del 1963, prese parte alla sua prima seduta d'incisione.

### L'ascesa verso ilmainstream
La vera occasione di entrare a contatto con il dorato mondo del mainstream giunse proprio nel marzo 1964, quando Hendrix venne reclutato come chitarrista della Isley Brothers Band. Durante quel periodo Jimi ebbe occasione di suonare nelle registrazioni in studio per Testify (21 maggio 1964), brano che da lì a poco sarebbe diventato un successo radiofonico.
Tra il 1964 e il 1965 cominciò per Hendrix un interminabile mordi e fuggi da una band all'altra. Nel luglio 1965 firmò un accordo contrattuale della durata di due anni con la Sioux Records e il Copa Management. Decise quindi di trasferirsi al Village, seguendo così le orme di colui che da quel momento in poi divenne uno dei suoi "fari" artistici ed esistenziali: Bob Dylan, di cui divenne grande appassionato soprattutto a partire dall'ascolto dell'album Highway 61 Revisited.
In ottobre e novembre partecipò ad un tour di due mesi con i Joey Dee and The Starliters. Nel gennaio del 1966 entrò nei Kingpins, il gruppo d'accompagnamento del sassofonista R&B King Curtis, all'epoca lo strumentista più apprezzato nel suo genere, sempre a New York.
Nonostante la dilagante instabilità del periodo, comunque, tutte le errabonde esperienze che lo videro protagonista gli servirono da rodaggio, consentendogli di arricchire ulteriormente il suo già considerevole bagaglio chitarristico.
Nel 1966 Hendrix formò il suo primo gruppo come leader sotto le insegne di Jimmy James and The Blue Flames (alias The Rainflowers).
Hendrix e il suo nuovo gruppo richiamarono l'attenzione di una New York ancora troppo distante dai suoni e dagli umori della rivoluzione culturale e musicale che stava per esplodere sulla costa opposta degli States. Fondamentale fu poi la conoscenza con Frank Zappa; leggenda vuole che fu proprio Zappa a istruire Hendrix sulle prospettive offerte da un effetto per chitarra di nuova produzione destinato a diventare famoso: il wah wah.

### The Jimi Hendrix Experience

#### La formazione del gruppo
Il 1966 fu l'anno della svolta per Hendrix. Durante una serata al Cheetah Club, sulla West 21st Street, il chitarrista fece la conoscenza di Linda Keith, a quel tempo fidanzata con Keith Richards: i due strinsero subito amicizia e Linda si prodigò per fargli conoscere Andrew Loog Oldham, manager dei Rolling Stones, e il produttore Seymour Stein. Nessuno dei due ricavò alcuna impressione positiva dall'incontro e — con grande delusione di Hendrix — ogni prospettiva di inserimento sfumò. La ragazza insistette per presentarlo a Chas Chandler, all'epoca ancora bassista degli Animals. L'incontro stavolta fu fruttuoso: Chas assistette a un concerto di Jimi al Cafe Wha? durante il quale si convinse di aver trovato la grande "scoperta" da lanciare. Inoltre si convinse del fatto che poteva diventare un ottimo singolo di lancio la versione di un blues di Billy Roberts, Hey Joe, proposta da Jimi con il piglio aggressivo che quest'ultimo gli aveva illustrato durante la sua folgorante esibizione.

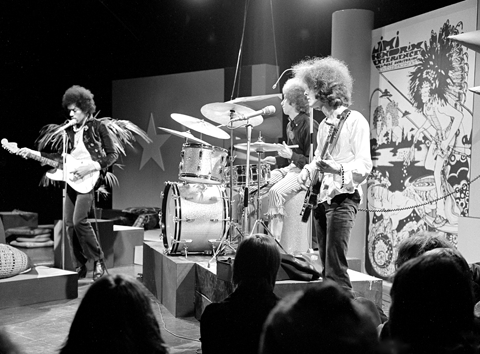
La Jimi Hendrix Experience nel 1967

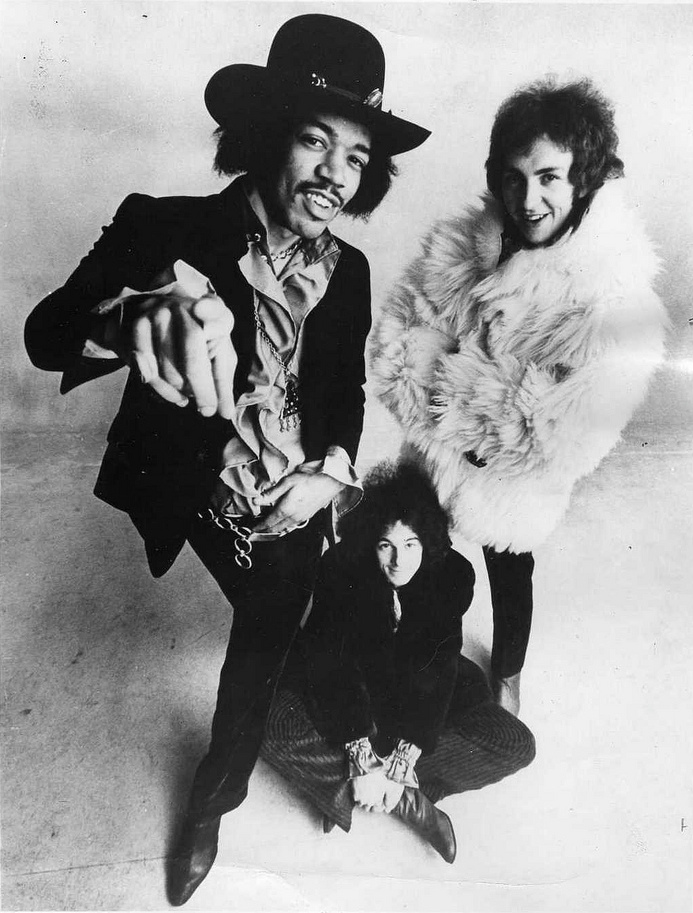
Gli Experience nel 1968

Jimi fu convinto a recarsi a Londra anche con la promessa che avrebbe conosciuto Eric Clapton, uno degli artisti che più apprezzava. Incominciarono i preparativi per il viaggio oltreoceano.
Il passo successivo doveva essere quello di affiancargli dei musicisti adeguati al nuovo sound che aveva in mente: dopo alcune audizioni si decise di strutturare la formazione sul modello del power-trio (all'epoca molto in auge, visto
anche il successo dei neonati Cream). Gli strumentisti scelti allo scopo, entrambi del Regno Unito, furono il chitarrista Noel Redding, delegato al basso, e l'estroso batterista Mitch Mitchell.).
Era nata la Jimi Hendrix Experience.

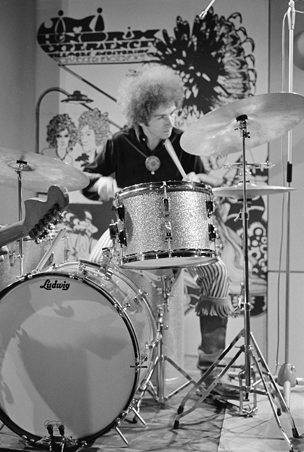
Mitch Mitchell, batterista della Jimi Hendrix Experience, nel 1967.

La pasta sonora del trio si rivelò una novità assoluta: sin dalle primissime esibizioni in Europa le visionarie bordate sonore di Hendrix, sostenute dal drumming furioso di Mitchell e dalle linee essenziali del basso di Redding, crearono enorme impressione nel mondo musicale londinese, dando vita a un passaggio di voce senza precedenti tra gli artisti e i gruppi che animavano la scena del periodo. La selvaggia attitudine live del chitarrista lasciò allibiti anche strumentisti affermati come Eric Clapton e Jeff Beck, e l'aura che lo accompagnava gli permise ben presto di entrare nel salotto buono della musica dell'epoca, al punto che gli Who si adoperarono affinché Hendrix accettasse una proposta dalla loro casa discografica di riferimento, la Track Records.
Il primo brano a essere dato alle stampe su 45 giri, nel dicembre 1966, fu proprio Hey Joe. La risposta di vendite fu notevole e venne confermata dai due singoli che seguirono, Purple Haze e The Wind Cries Mary: i brani in questione divennero colonne portanti degli incendiari live acts del gruppo, affiancate da riletture fortemente rivitalizzate di classici del blues come Killing Floor di Howlin' Wolf (usualmente deputato a brano di apertura dei concerti) e Rock Me Baby di B.B. King.

#### La consacrazione statunitense alMonterey Pop Festival
Are You Experienced? ebbe un'ottima risposta di vendite nel vecchio continente, interrompendo la propria ascesa al secondo posto nella classifica britannica dietro Sgt. Pepper's Lonely Hearts Club Band dei Beatles: la Experience però era in cerca dell'occasione giusta per sfondare negli USA, dove era ancora sconosciuta.

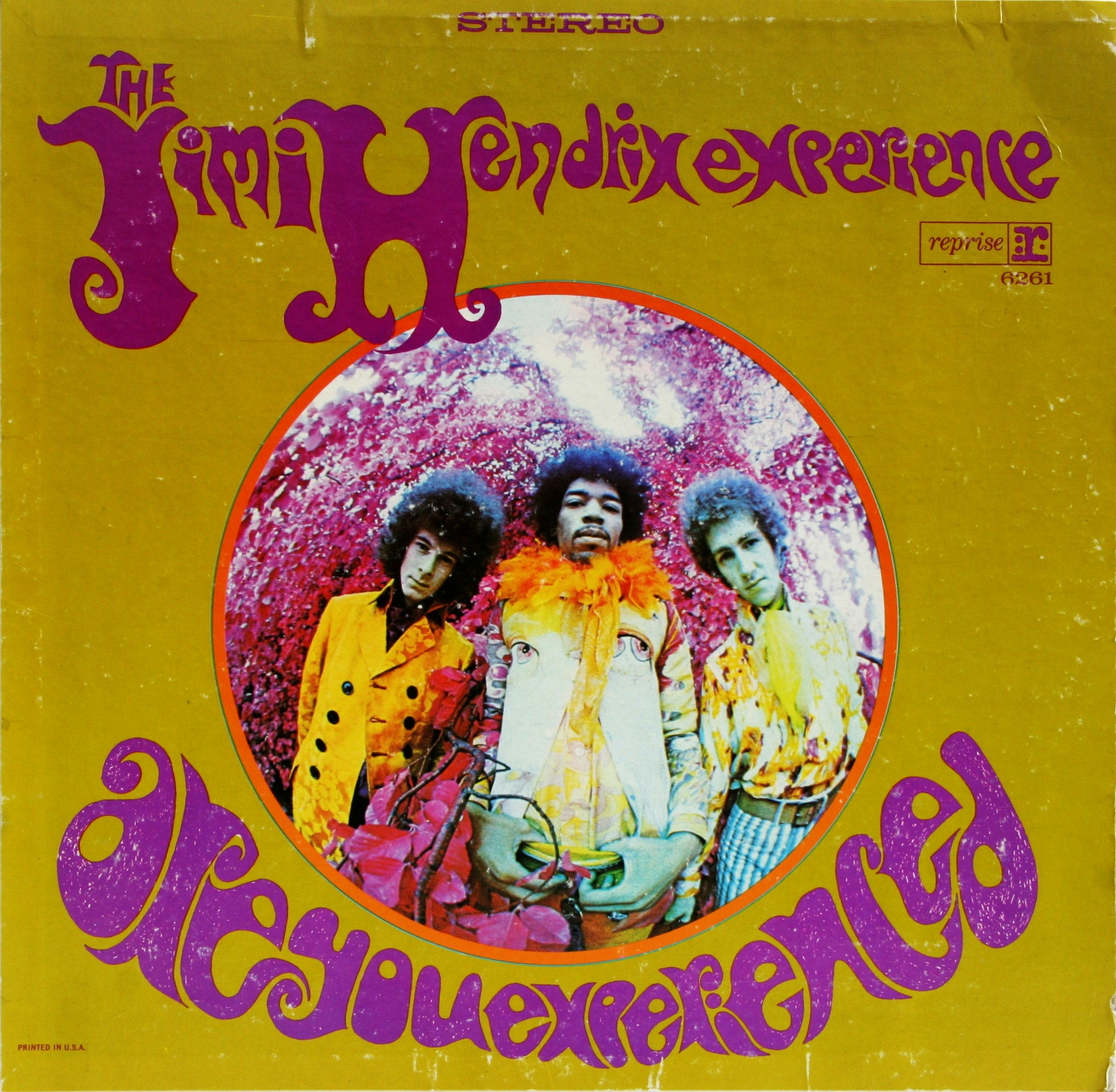
La copertina dell'edizione statunitense di Are You Experienced?

L'occasione si presentò nel giugno del 1967, quando il gruppo venne invitato — per intercessione di
Paul McCartney — alla storica edizione del Monterey International Pop Festival tenutasi il 16, 17 e 18 giugno di quell'anno e generalmente ritenuta l'evento di partenza della cosiddetta lunga estate dell'amore.
L'opportunità si rivelò estremamente favorevole per Hendrix: oltre alla vastissima risonanza che l'evento ebbe in tutti gli Stati Uniti d'America, la sua performance sarebbe stata immortalata nel documentario che sarebbe stato ricavato dal festival.
La Experience non si lasciò sfuggire l'occasione e si produsse in una delle esibizioni più acclamate del festival, suonando, fra le altre canzoni, proprio Hey Joe; nei 40 minuti dell'esibizione Hendrix sollecitò la sua Fender Stratocaster in un modo fino ad allora inaudito arrivando a mimarvi rapporti sessuali, suonandola con i denti, dietro la schiena, contro l'asta del microfono e contro l'amplificazione. Al termine dell'esibizione, per sottolineare la sua spasmodica necessità di estrarre nuove sonorità dallo strumento, la sacrificó dandole fuoco con del liquido per accendini e la distrusse contro palco e amplificatori in una catarsi di feedbacks sonori.
I resti della chitarra che Hendrix distrusse quella sera furono recuperati e sono esposti all'Experience Music Project di Seattle.
La selvaggia performance sonora del trio ebbe grandissima eco in tutti gli Stati Uniti d'America, preparando il terreno al successo che avrebbe accolto tanto le esibizioni live del chitarrista quanto le sue uscite discografiche.

#### Axis: Bold as Love
Il 1967 vide l'uscita del seguito discografico di Are You Experienced? intitolato Axis: Bold as Love, ugualmente pervaso dalla fortissima vena acida e sperimentale del suo predecessore, ma caratterizzato da sonorità meno aspre e più proiettate verso funk, blues e R&B.
Con Bold as Love Hendrix proseguì nella sua ricerca sonora anche nel senso delle variazioni sui due canali di uscita stereo, inoltrandosi ulteriormente verso risultati sonori assolutamente innovativi: il disco fu inoltre interamente registrato con l'accordatura della chitarra diminuita di mezzo tono, espediente destinato a diventare standard nella produzione del chitarrista.
Il disco è inoltre da ricordare per i travagli che lo accompagnarono nelle fasi immediatamente precedenti alla sua uscita.

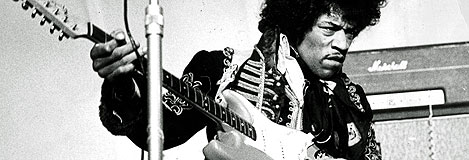
Jimi Hendrix dal vivo al Gröna Lund di Stoccolma, Svezia, il 24 maggio 1967

Avvenne infatti che Hendrix dimenticò il master tape già mixato del lato A del disco sul sedile posteriore di un taxi senza riuscire in alcun modo a recuperarlo.
L'album si rivelò un successo, facendo aumentare considerevolmente le richieste di esibizioni dal vivo del gruppo e portando la Experience a suonare di fronte a platee sempre più ampie. La conclusione del tour non fu comunque felice: mentre il gruppo si trovava in Scandinavia per alcune date, la notte del 4 gennaio 1968 Hendrix venne tratto in arresto a Stoccolma dopo aver devastato una stanza d'albergo in preda ai fumi dell'alcool.

#### Electric Ladyland
La gestazione dell'ultimo LP in studio di Hendrix, il doppio album Electric Ladyland, non fu certamente meno travagliata di Bold as Love.
Già nelle primissime fasi delle session Hendrix dovette registrare l'abbandono da parte del suo storico produttore Chas Chandler, letteralmente esasperato dai numerosi contrasti sorti col chitarrista.
Il loro modo di concepire i brani e le registrazioni era diametralmente opposto: se Chandler premeva per avere dei brani convenzionali e dalla durata non eccedente i 5 minuti (all'ovvio scopo di poterli pubblicare su 45 giri), Hendrix ribatteva con il suo stile assolutamente non ortodosso, tanto nella concezione dei brani quanto nelle registrazioni.

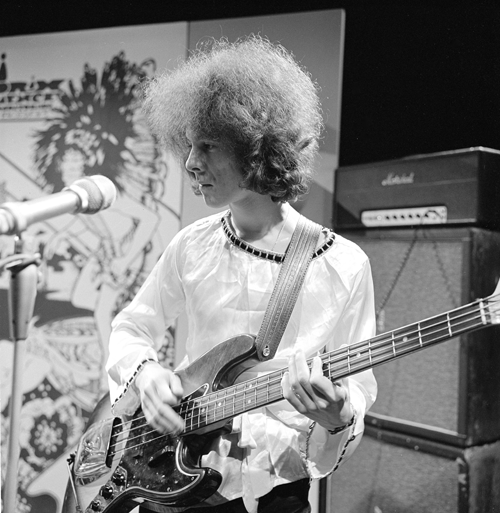
Noel Redding, bassista della Jimi Hendrix Experience, nel 1967

Le session preparatorie per Electric Ladyland furono popolate da numerosi musicisti addizionali che andavano e venivano dagli studi di prova senza alcun criterio apparente: fu così che, tra gli altri, ai tre strumentisti della Experience si sovrapposero il celebre tastierista Al Kooper, il batterista Buddy Miles nonché Jack Casady, bassista dei Jefferson Airplane, e Steve Winwood dei Traffic.
A provocare il logoramento degli equilibri fu anche il proverbiale perfezionismo di Hendrix. Il chitarrista, oltre a esigere quantitativi fino ad allora impensabili di sovraincisioni nei brani, sollecitava anche i musicisti e i tecnici a registrare nuove take dei pezzi un numero imprecisato di volte in attesa di trovare l'alchimia che riteneva adeguata: vuole la leggenda che il brano Gypsy Eyes dovette essere registrato in ben 43 versioni differenti prima che Hendrix ne trovasse una di suo gradimento.
Inoltre, al momento del lancio sul mercato negli Stati Uniti d'America, il disco subì una censura da parte della casa produttrice che non accettò la copertina originale (che ritraeva, in una foto di David Montgomery, alcune donne integralmente nude su sfondo nero), e impose delle modifiche alla versione oggi conosciuta. La copertina "scandalosa" venne utilizzata solo per le prime stampe della versione europea del disco, e nella prima ristampa in CD (con l'ordine dei brani diverso da quello originale).

#### La fine della Jimi Hendrix Experience
Chandler non fu l'unica "vittima" dei famigerati tour de force musicali del chitarrista. In caduta libera erano anche i rapporti col bassista Noel Redding, anch'egli esasperato dalle modalità di lavoro imposte da Hendrix. Non era raro, infatti, che il bassista lasciasse lo studio di registrazione per calmarsi dopo l'ennesima sfuriata con Hendrix e al suo ritorno trovasse la linea di basso registrata per mano dello stesso chitarrista durante la sua assenza.

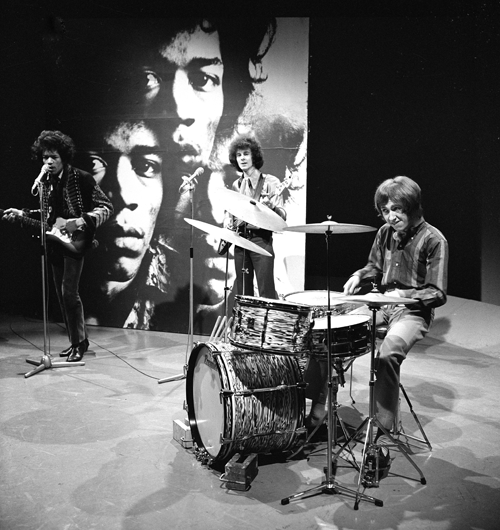
La Jimi Hendrix Experience nel 1967

L'ultima esibizione britannica della formazione ebbe luogo il 24 febbraio 1969 alla Royal Albert Hall di Londra, seconda di due date che segnarono il tutto esaurito: i due concerti vennero peraltro filmati e registrati a fini documentaristici per una produzione Gold & Goldstein che doveva essere intitolata Experience. I nastri sono inediti.
La frustrazione di Redding derivava anche dal non sentirsi appagato dal ruolo di bassista, essendo lui un chitarrista: risale al 1968 la formazione della sua band, i Fat Mattress, che in diverse occasioni ricoprì persino il curioso ruolo di supporto alla stessa Experience.
A questo doveva aggiungersi l'insofferenza per la crescente isteria che puntualmente accompagnava le date della Experience: la loro ultima esibizione in assoluto, il 29 giugno 1969 al Bob Fey's Denver Pop Festival, fu contraddistinta da scontri e violenze tra il pubblico e le forze dell'ordine dovettero ricorrere ai gas lacrimogeni per riprendere le redini della situazione, con i tre membri della band costretti a evadere trovando rifugio nel rimorchio di un camion del service assediato dai fan. La rottura con Redding venne ufficializzata il giorno dopo.
Oltre allo scioglimento della sua band originaria, Hendrix quell'anno dovette far fronte a una serie di controversie legali che lo riguardarono in sede penale e civile; il 3 maggio 1969 il chitarrista venne tratto in arresto presso il Pearson International Airport di Toronto dopo essere stato trovato in possesso di hashish ed eroina. Al processo, Hendrix riuscì a convincere la corte eccependo il fatto di non essere a conoscenza del modo in cui le sostanze stupefacenti erano finite nel suo bagaglio, ventilando la tesi dell'azione esterna.
In sede civile, invece, il chitarrista si trovò a dover sbrogliare alcune grane legali connesse alla risoluzione del contratto sottoscritto a favore di Ed Chalpin nel 1965: la controversia venne risolta amichevolmente, con la disponibilità del chitarrista a registrare un LP sotto il suo regime di produzione.

### Woodstock e la nuova formazione
Il festival di Woodstock del 1969 fu sicuramente uno degli eventi più rappresentativi per l'intero immaginario collettivo correlato alla musica degli anni sessanta e al movimento flower power. In tale contesto, la performance di Jimi Hendrix divenne un vero e proprio simbolo del festival stesso oltre che del pensiero pacifista di quegli anni.
L'esibizione del chitarrista era stata programmata in chiusura della rassegna, la sera del 18 agosto 1969, terzo e ultimo di quei three days of peace, love and music: a causa però dei problemi tecnici e logistici che si verificarono, non ultimo il violento acquazzone che si abbatté sulla zona a metà del secondo giorno, la sua performance dovette essere rimandata all'alba del giorno successivo. L'enorme folla dei tre giorni precedenti (oltre 500.000 spettatori paganti) si era considerevolmente ridotta e Hendrix chiuse il festival davanti a un pubblico di dimensioni certo notevoli, ma decisamente inferiori alle aspettative: circa 200.000 spettatori, in larga parte esausti e storditi dopo tre giorni di kermesse ininterrotta.
Il chitarrista si presentò sul palco con una formazione espansa, introdotta dallo speaker come Jimi Hendrix Experience, ma prontamente ripresentata dallo stesso Hendrix come "Gipsy Sun And Rainbows".
Quello che più rilevò, a ogni modo, in quella storica esibizione, fu la celeberrima trasfigurazione chitarristica operata sul tema di The Star-Spangled Banner, inno degli Stati Uniti d'America: Hendrix si accanì sul tema dell'inno in maniera selvaggia, intervallandolo con feroci simulazioni sonore dei bombardamenti e dei mitragliamenti sui villaggi del Vietnam, sirene di contraerea e altri rumori di battaglia, il tutto avvalendosi della sua sola chitarra.

### Band of Gypsys, Cry of Love

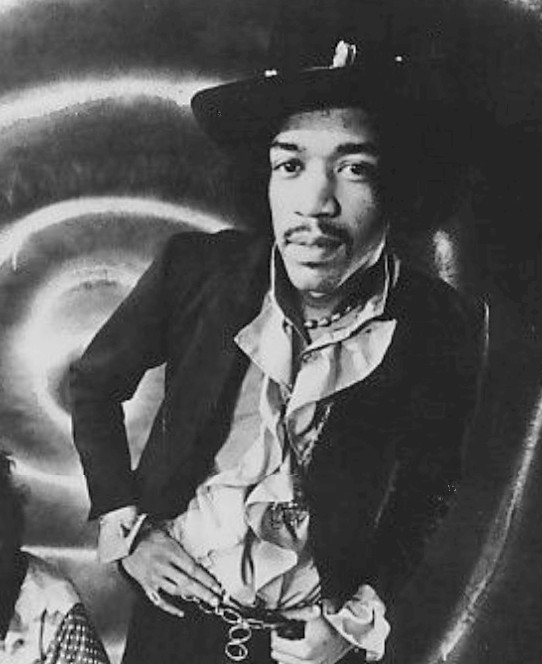
Jimi Hendrix nel 1968

La formazione presentata a Woodstock come Gipsy Sun And Rainbows rivestì unicamente un ruolo di transizione nell'epopea chitarristica di Hendrix. Dopo due sole esibizioni dal vivo, una apparizione al Dick Cavett Show e alcune brevi sedute di studio il gruppo venne disciolto in favore del consolidato schema del power-trio con cui Hendrix aveva esordito. Nacque così la Band of Gypsys, comprendente come elementi di supporto Billy Cox, bassista dell'appena disciolta Gipsy Sun And Rainbows, e il batterista Buddy Miles: dopo una decina di giorni di prove, tenutesi al Juggy's Sound Studio, il gruppo incominciò a esibirsi dal vivo con sorprendente energia e in breve produsse un enorme quantitativo di materiale di studio, come nella migliore prassi hendrixiana.
La testimonianza più celebre del breve corso della Band of Gypsys è l'omonimo LP prodotto nel 1970, summa dei quattro concerti tenuti dalla band tra il 31 dicembre 1969 e il 1º gennaio 1970 al Fillmore East di New York. Il disco avrebbe avuto notevole rilevanza per diversi motivi, oltre a quelli relativi alla sua caratura musicale: innanzitutto, sarebbe stato l'unico dal vivo dato alle stampe durante la carriera di Hendrix, oltre a segnarne l'esordio alla produzione; secondariamente, Band of Gypsys sarebbe stato il suo ultimo, inconsapevole LP prima della morte; infine, mediante questa uscita Hendrix risolse definitivamente le controversie legali connesse al contratto firmato nel 1965 con il manager Ed Chalpin.
La fine della Band of Gypsys giunse improvvisa il 28 gennaio 1970 con la partecipazione a una rassegna denominata Winter Festival of Peace, tenutasi al Madison Square Garden di New York. Le circostanze della performance del gruppo furono analoghe a quelle già viste a Woodstock. A causa di una serie di inconvenienti Hendrix e i suoi musicisti furono costretti a esibirsi alle tre di notte circa; Hendrix si presentò sul palco in evidente delirio lisergico, insultando pesantemente una fan delle prime file che gli chiedeva di suonare Foxy Lady e rifiutandosi di proseguire l'esibizione dopo aver eseguito solo due pezzi, proseguendo nel suo delirante monologo fino a quando i suoi roadies non lo trasportarono di peso fuori dalla scena. Immediatamente si scatenò il putiferio tra i membri della Band of Gypsys: il batterista Buddy Miles accusò il manager, Michael Jeffery, di aver somministrato dell'LSD a Hendrix per indurlo al delirio e mandare in fumo il progetto e ricomporre la Experience.
La reazione di Jeffery non si fece attendere: immediatamente sciolse la formazione e convinse nuovamente Noel Redding e Mitch Mitchell a ricostituire la Experience. Le tensioni tra Hendrix e Redding, però, riemersero dopo pochissime date e il chitarrista lo rimpiazzò senza troppi complimenti con il bassista che ne aveva già preso precedentemente il posto, Billy Cox.
Dal nome del tour intrapreso dopo lo scioglimento della Band of Gypsys, definito "Cry of Love Tour", venne convenzionalmente tratto spunto per denominare la nuova formazione.

### Gli ultimi fuochi live e gli Electric Lady Studios
Il 1970 venne razionalmente ripartito tra il "Cry of Love Tour" e numerose sessioni di registrazione. La tournée vide Hendrix esibirsi con l'ennesima formazione rimaneggiata in trenta date e si concluse il 1º agosto 1970 a Honolulu, nelle isole Hawaii. L'agosto del 1970 vide anche la fine dei lavori di approntamento degli studi di registrazione fortemente voluti da Hendrix sin dal 1968: gli Electric Lady Studios. Gli studi vennero progettati dall'architetto e tecnico del suono John Storyk secondo le richieste di Hendrix, ma le avveniristiche pretese comportarono un impegno economico notevole: a ogni modo Hendrix poté spendere solo quattro settimane negli Studios per registrare, la maggior parte delle quali coincidenti con l'ultimo periodo dei lavori. L'inaugurazione ebbe luogo il 26 agosto 1970 e venne celebrata con una corposa jam-session da cui prese forma quello che sarebbe stato l'ultimo brano registrato da Hendrix, Belly Button Window.

### Il Festival dell'Isola di Wight e la morte
Il 30 agosto 1970 Hendrix si esibì in una crepuscolare performance allo storico Festival dell'Isola di Wight: i nastri integrali dell'esibizione sarebbero stati pubblicati ufficialmente soltanto trent'anni dopo.
Subito dopo vennero programmate diverse date attraverso l'Europa a copertura delle consistenti spese sostenute dal chitarrista per ultimare il suo avveniristico studio di registrazione e per le programmate registrazioni del suo nuovo album, provvisoriamente intitolato First Rays of the New Rising Sun.

Il 6 settembre 1970 al Festival di Fehmarn in Germania, nella sua ultima esibizione dal vivo, Hendrix venne accolto da una salva di fischi e contestazioni da parte del pubblico a causa del ritardo del gruppo, che avrebbe dovuto esibirsi la sera prima.

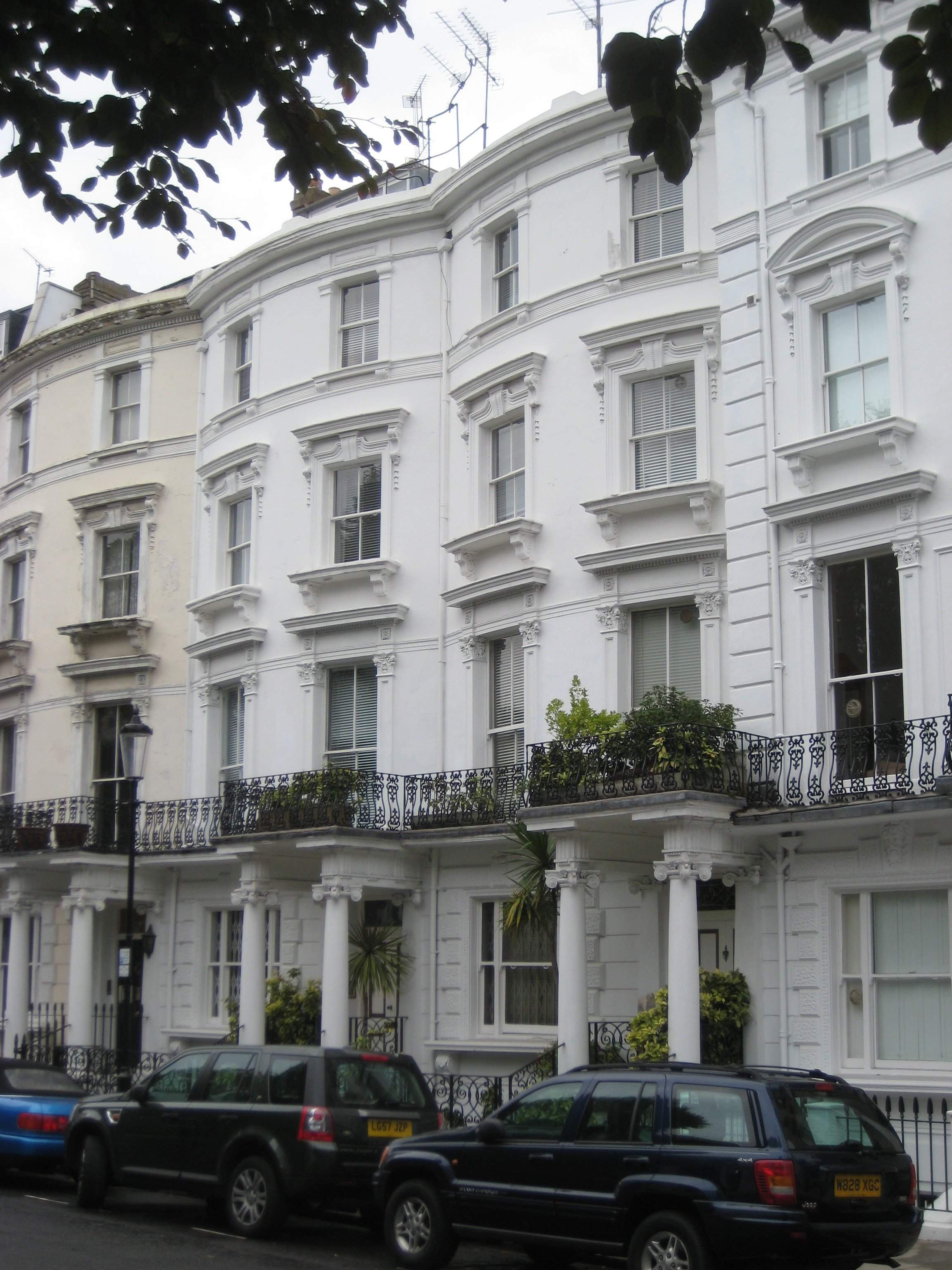
Il Samarkand Hotel, dove Hendrix passò la sua ultima notte. In seguito i locali furono adibiti ad appartamenti privati.

La mattina del 18 settembre 1970, Hendrix venne trovato morto nell'appartamento che aveva affittato al Samarkand Hotel di Londra, al 22 di Lansdowne Crescent.
La sua ragazza tedesca, Monika Dannemann, presente nella stanza al momento del fatto, racconta di come Hendrix sia stato soffocato da un improvviso conato di vomito causato da un cocktail di alcool e tranquillanti; non è chiaro se il chitarrista sia morto nottetempo, come asserito dalla polizia, o se fosse ancora vivo all'arrivo dell'ambulanza e sia soffocato durante il trasporto in ospedale a causa del sopraggiungere di vomito in assenza di un supporto sotto la sua testa.
Il disco che aveva in preparazione venne pubblicato solo parzialmente nel 1971 con il titolo di Cry of Love e raggiunse la terza posizione della classifica Billboard: le registrazioni restarono in circolazione in tale forma provvisoria fino al 1997, quando tutte le tracce vennero ordinatamente e interamente ripubblicate con il titolo originario di First Rays of the New Rising Sun.

#### La sepoltura
Dopo la morte, le spoglie di Hendrix vennero riportate negli Stati Uniti d'America e sepolte nel Greenwood Memorial Park di Renton, Washington, a sud di Seattle.

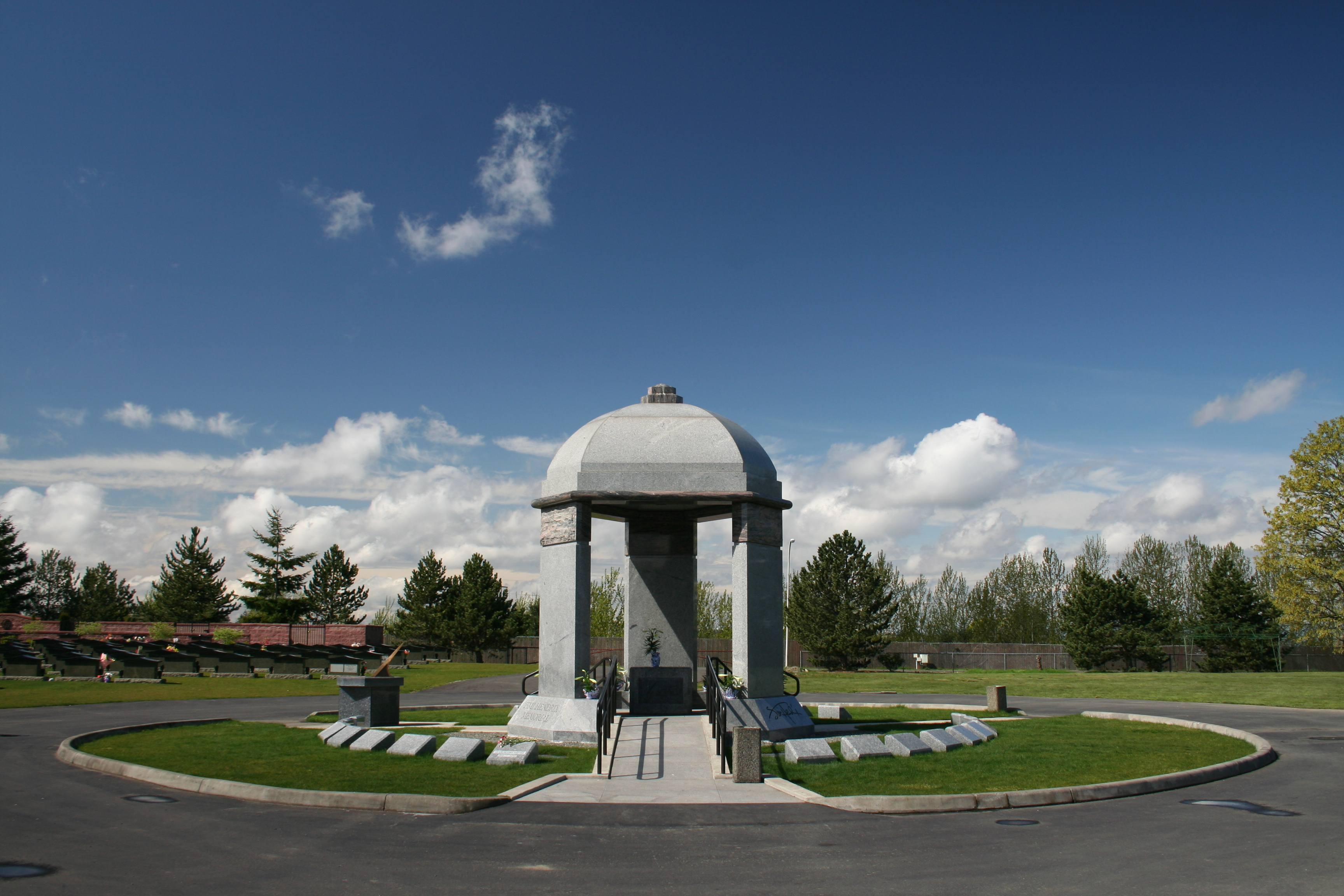
Il complesso funerario della famiglia Hendrix al Memorial Park di Renton, Seattle

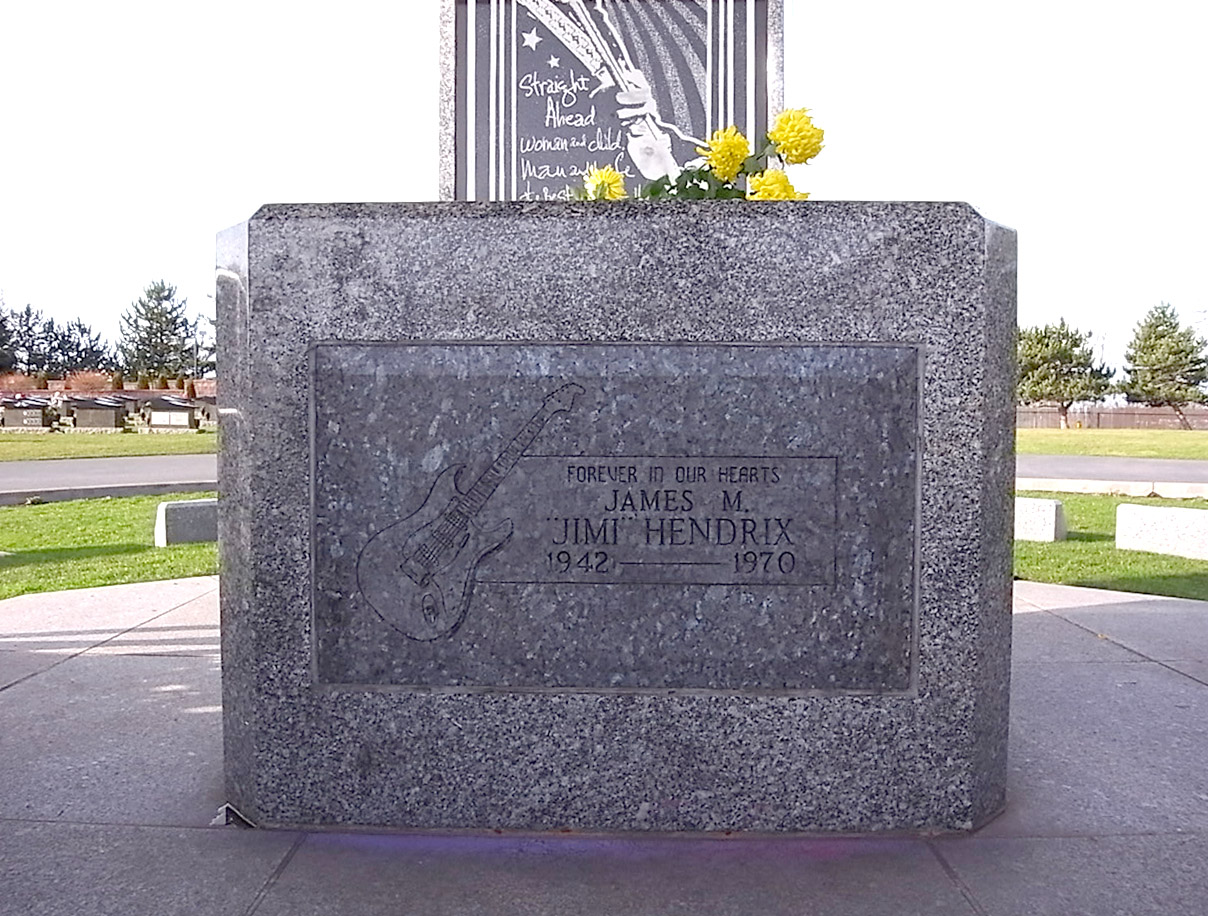
La lapide posta sulla tomba di Jimi Hendrix

Sulla lapide venne fatta incidere, assieme al nome, la sagoma di quella che fu la sua chitarra-simbolo, la Fender Stratocaster.

## Eredità

### La Jimi Hendrix Foundation
Nel 1988 Al Hendrix e suo fratello Leon diedero vita alla James Marshall Hendrix Foundation, una fondazione con scopi caritatevoli ed assistenziali che a partire dal 2002 (secondo quanto disposto dalle volontà testamentarie di Al Hendrix) può servirsi anche dell'effigie del chitarrista per perseguire gli scopi cui è preposta.

### Controversie sui diritti patrimoniali
Con l'apertura del testamento del padre Al Hendrix, nel 2002, vennero anche rese note le sue disposizioni relative all'amministrazione dell'enorme patrimonio artistico e finanziario connesso al nome di Jimi Hendrix. Innanzitutto, il padre del chitarrista dispose di trasformare la Experience Hendrix LLC (sigla che costituisce l'equivalente della s.r.l. italiana) in un trust, una sorta di fondo fiduciario incaricato di gestire i diritti e di ripartire i profitti ad una lista di beneficiari appartenenti alla famiglia Hendrix.
Le controversie legali in ambito familiare si conclusero a favore del padre.

### Stile ed eredità musicale
Lo stile e l'aspetto di Hendrix fecero subito scalpore nel periodo in cui calcò le scene: il suo aspetto selvaggio e la sua furiosa attitudine chitarristica divennero proverbiali fino al punto di farlo diventare una vera e propria icona.
Fu uno dei primissimi chitarristi a servirsi della distorsione — sotto forma di fuzz — ed a conferire una vera e propria dignità melodica al feedback, ritenuto fino ad allora una fastidiosa controindicazione del cosiddetto effetto-innesco dei pickups della chitarra. A lui sono anche riconducibili tra i primissimi e più creativi usi del pedale wah wah.
Oltre ad essere stato, assieme a molte altre band contemporanee come the Who e Cream, tra i principali esponenti dell'hard rock degli anni sessanta, si ritiene che Hendrix abbia dato anche un notevole contributo allo sviluppo della variante dell'hard rock chiamata heavy metal, che si sviluppò nei primi anni settanta.
A livello tecnico, i fraseggi erano caratterizzati da un forte virtuosismo sulle scale blues, utilizzando pentatoniche maggiori e minori, approcciandosi a queste con svariate tecniche: Double stop, legati e cromatismi. Utilizzava anche accordi di nona, accordi di nona# (chiamati Hendrix Chord per il largo utilizzo che ne faceva). Una grande innovazione da lui portata fu l'utilizzo di rumori, effetti Larsen e dissonanze.

### Valleys of Neptune
Il 9 marzo 2010, a quarant'anni dalla morte, è stato pubblicato l'album inedito Valleys of Neptune.
I brani in esso contenuti furono registrati da Hendrix nel 1969 e segnarono il passaggio da Electric Ladyland a Band of Gypsys.
Dell'album sono disponibili le versioni in CD e vinile, oltre a uno speciale CD più DVD contenente un breve documentario sulla realizzazione del disco.

## Stile musicale
Innovatore del rock psichedelico e principale artista solista della musica rock, Jimi Hendrix è divenuto celebre per il suo innovativo uso della chitarra elettrica, strumento che avrebbe "nobilitato" facendo un largo uso di suoni wah wah, di feedback e distorsioni. La sua fusione di elementi rock, psichedelia e blues dall'approccio al contempo urbano e rituale lo ha reso uno dei "visionari" della musica nera assieme a Sun Ra e George Clinton. Fra i maggiori elementi ispiratori di Hendrix vi è il funky di Sly Stone. È stato inoltre fonte di ispirazione per molti importanti artisti, anche fuori dall'ambito rock come, ad esempio, il Miles Davis di Bitches Brew (1970). Viene anche considerato da più parti un artista blues rock, qualcuno lo considera un esponente del funk rock, mentre AllMusic lo cita fra gli esponenti dell'acid rock e dell'hard rock. Qualcuno ha anche affermato che sia stato un anticipatore dell'heavy metal.

## Strumentazione

### La Fender Stratocaster

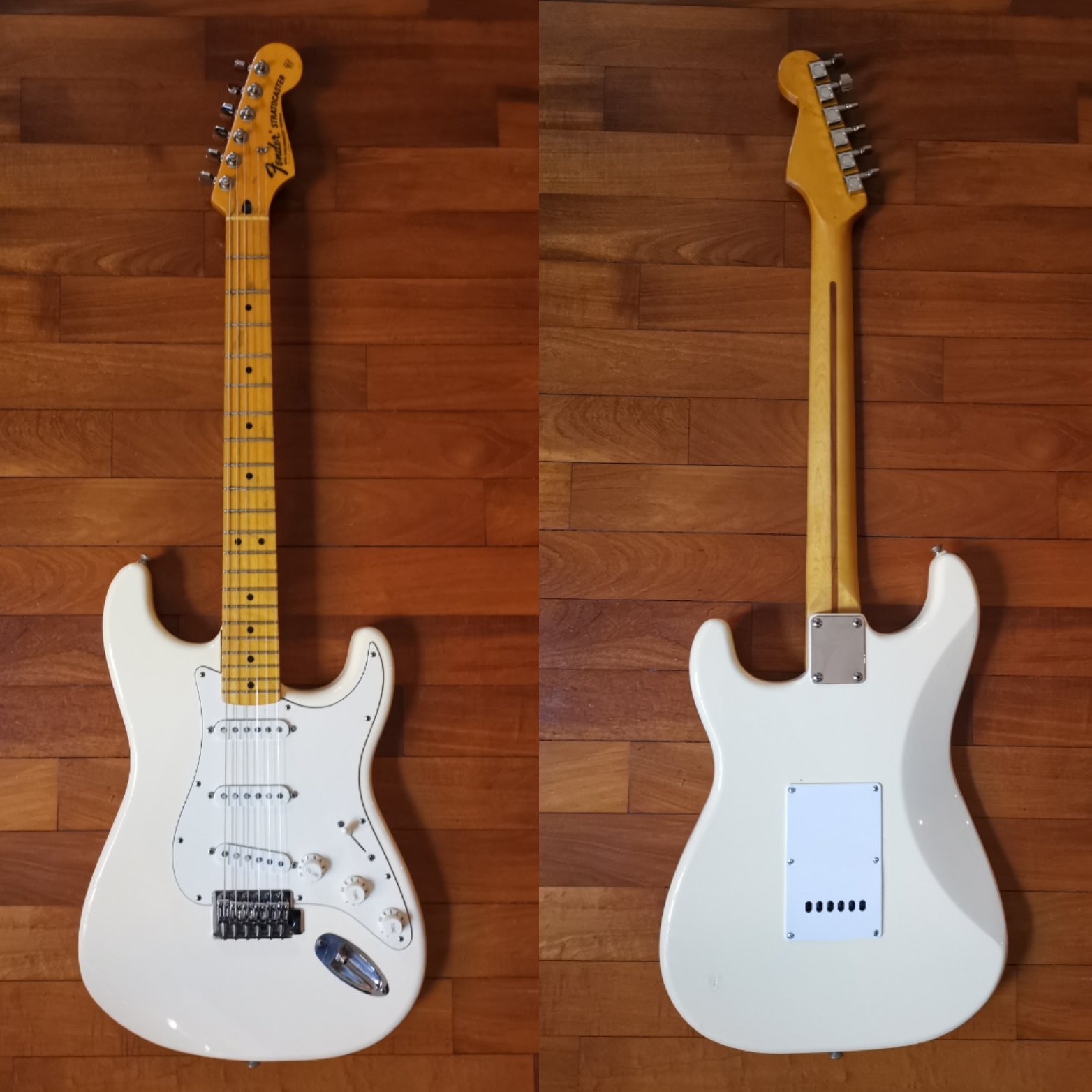
Fender Stratocaster Olimpic White

La chitarra elettrica associata ad Hendrix - nell'immaginario collettivo - è senza dubbio la Fender Stratocaster. I colori più ricorrenti tra i suoi modelli erano l'olimpic white, il nero ed il classico sunburst, le cui sfumature virano dal nero al tabacco. La Stratocaster data alle fiamme al Monterey Pop Festival, originalmente rosso fiesta red, era stata dipinta di sua mano con motivi psichedelici. Tutte le sue chitarre erano modelli di serie, acquistati in comuni negozi ed autonomamente modificate.
I primi modelli di Stratocaster usati da Hendrix risalgono al 1965, periodo in cui Leo Fender vendette l'azienda alla CBS: tali modelli presentano la paletta piccola, tipica dei primi modelli Stratocaster, ma con logo di tipo Transition e tastiera in palissandro. Successivamente userà esemplari di annata 1966, 1967, 1968, 1969 e 1970, con paletta a falda ampia (palettone), black logo e tastiera in acero (maple cap). Pur essendo mancino, Hendrix utilizzava modelli standard adattati ad essere suonati a rovescio invertendo le corde ed il fissaggio alla tracolla.
Tale peculiarità aveva delle conseguenze da un punto di vista della praticità ed anche del sound: invertendo il lato di utilizzo della chitarra la leva del vibrato ed i potenziometri del tono e del volume erano sopra le corde; inoltre le corde, invertite per consentire la suonabilità dello strumento a rovescio, ricoprivano rispetto ai magneti dei pickup posizioni esattamente opposte a quelle per cui questi erano previsti, col risultato di ottenere un timbro più chiaro dalle corde basse ed una pasta sonora più corposa dalle corde alte.
Di contro, l'accessibilità ai tasti superiori al 18º risultava compromessa a causa dell'asimmetria del corpo rispetto al manico delle Stratocaster; ciò comportava - soprattutto per le corde più acute - l'impiego di diteggiature non ortodosse nell'esecuzione di bending e vibrato.
La ricerca di un sound più intenso e ricco, in linea con le sue fortissime radici blues, rimase sempre un punto centrale nella sua sperimentazione sonora: da Axis: Bold as Love in poi Hendrix iniziò a servirsi di corde più grosse - generalmente di spessore 0.10 o 0.11 - proprio al fine di conferire una maggiore rotondità al suono; contestualmente a tale scelta, seguendo una prassi tipica dei chitarristi blues, iniziò a fare uso in modo sistematico di accordature impostate un semitono o un tono sotto il normale - espediente da lui prima usato solo occasionalmente: in tal modo poteva giovarsi di un suono solido e corposo senza crearsi impedimenti per via dello spessore delle corde, in particolare nell'esecuzione dei bending, oltre a risultare anche più facilitato nel canto.
Questo permise ad Hendrix di mantenere un sound caldo e pieno - di estrazione tipicamente blues - anche utilizzando una chitarra dal timbro notoriamente acuto e metallico come la Fender Stratocaster: la sua dedizione a questo modello, nonostante fosse costretto ad operarvi notevoli modifiche per ottenere un suono a lui confacente, era dovuta essenzialmente alla sua leggerezza ed alla snellezza del suo manico, assai adeguata alle funamboliche evoluzioni chitarristiche in cui era solito prodursi.

### Le altre chitarre

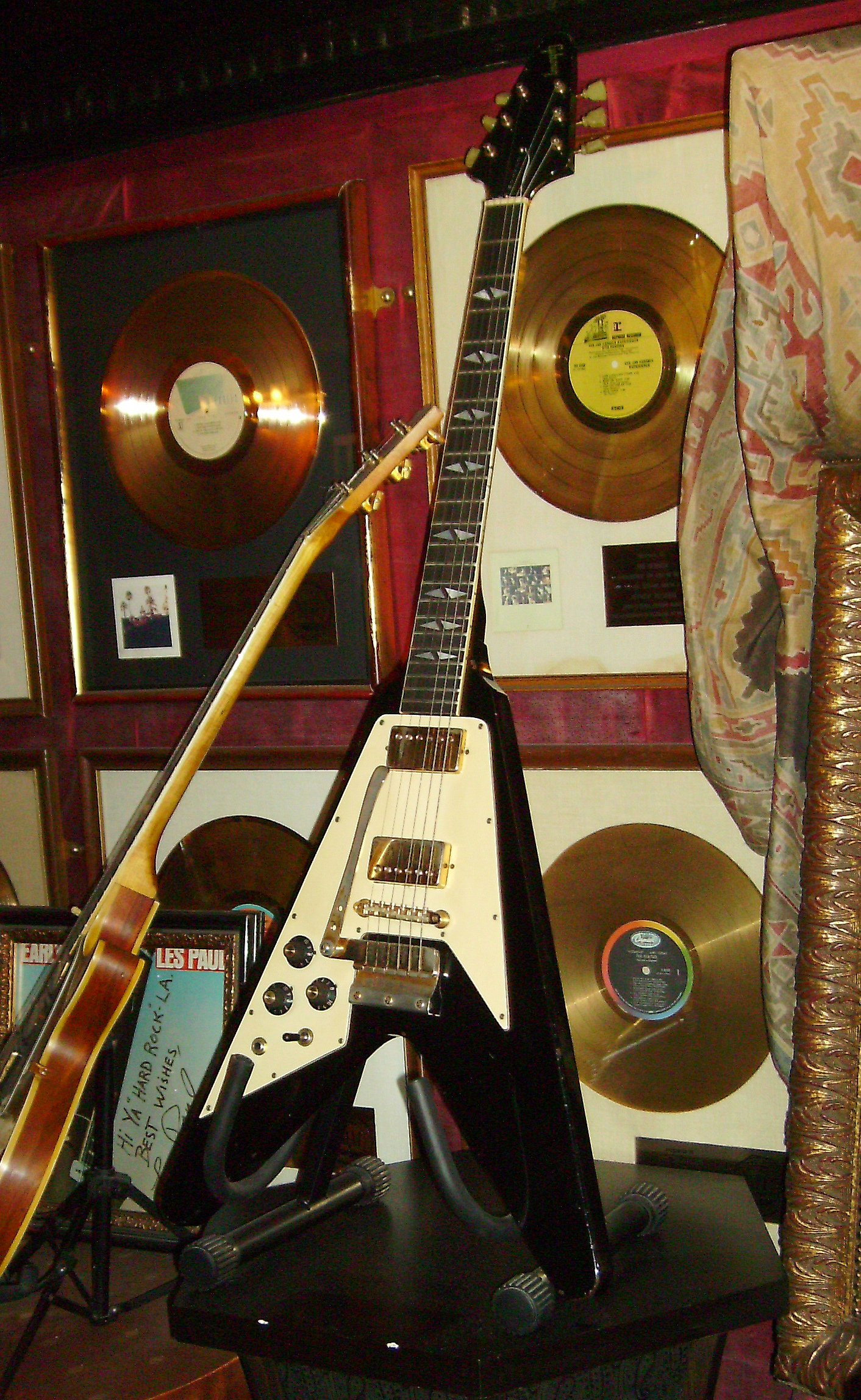
La Flying V nera di Jimi Hendrix

Come si è detto le chitarre in possesso di Jimi erano per la maggior parte comuni strumenti di serie (poi modificati da lui stesso), ma ci fu un'importante eccezione nella sua carriera.
Infatti richiese alla Gibson una serie di modelli Flying-V per mancini: in particolare un modello fatto su misura, visibile nell'esibizione al Festival dell'Isola di Wight del 1970. Un altro modello, di colore nero, venne dipinto con motivi psichedelici dallo stesso Hendrix: nel 2006 la Gibson fece riferimento proprio a questo modello per produrre un tipo di Flying-V in edizione limitata, basato sulle caratteristiche tecniche dell'epoca e con il body dipinto con gli stessi motivi artistici del modello originale.
Altri modelli di chitarre da lui usati, sebbene più raramente, furono la Gibson SG Custom (modello con 3 humbucker e leva del vibrato, di colore bianco) e persino la Gibson Les Paul, tradizionalmente ritenuta antagonista par excellence della Fender Stratocaster.

## Discografia

### Album in studio
- 1967 - Are You Experienced
- 1967 - Axis: Bold as Love
- 1968 - Electric Ladyland

## Videografia
- 1997 - Classic Album: Electric Ladyland
- 1998 - Rainbow Bridge
- 1999 - Band of Gypsys
- 2001 - Experience
- 2002 - Blue Wild Angel: Live at the Isle of Wight
- 2003 - Jimi Plays Monterey
- 2004 - Until We Meet Again
- 2004 - The Last 24 Hours
- 2005 - A Film About Jimi Hendrix (Deluxe Edition)
- 2005 - Music in Review 1967 - 1970
- 2005 - Live at Woodstock (Definitive 2 DVD Edition)
- 2007 - Smash Hits
- 2007 - Videobiography
- 2007 - Live at Monterey Pop Festival - The Definitive Edition
- 2008 - Classic Album: Electric Ladyland (40TH Anniversary Deluxe CD + DVD Collector's Edition)

## Cinematografia
- Woodstock - Tre giorni di pace, amore e musica (Woodstock), regia di Michael Wadleigh - documentario (1970)
- Maledetto il giorno che t'ho incontrato, regia di Carlo Verdone (1992)
- Jimi: All Is by My Side, regia di John Ridley (2014)